# アストンマーティン・ヴィクター
アストンマーティン・ヴィクター (Aston Martin Victor) はアストンマーティンによって製造されたワンオフモデルである。

## 概要

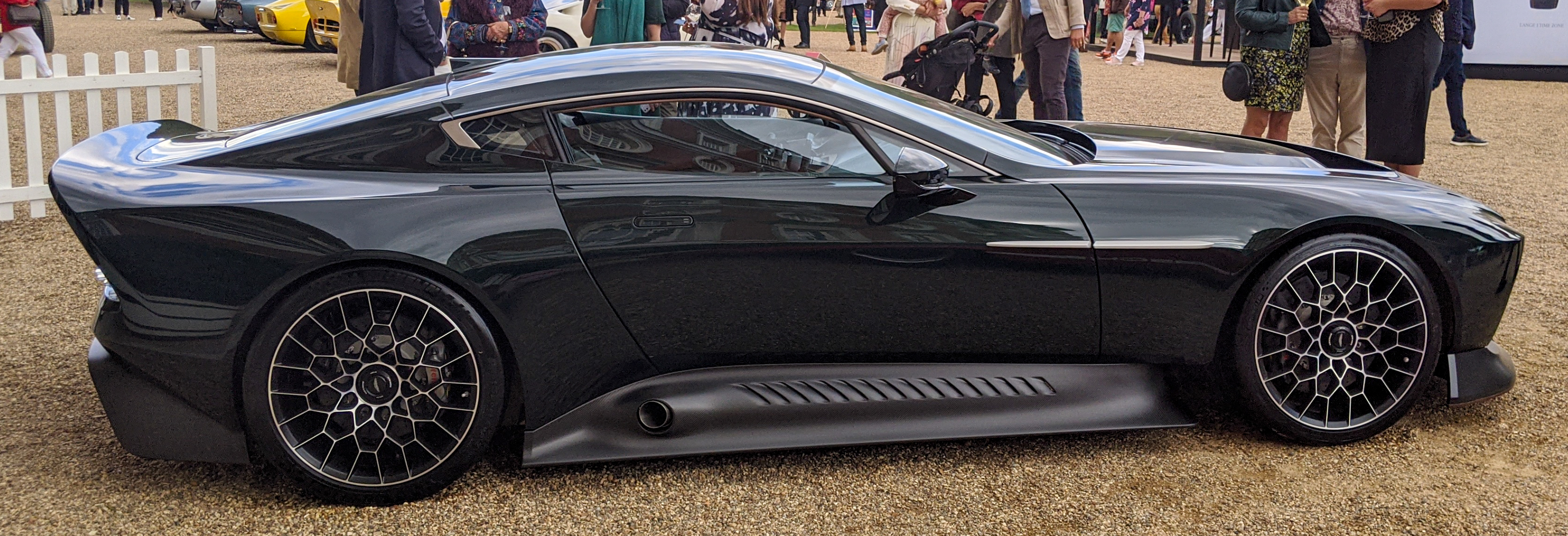
ヴィクター (サイド)

ヴィクターはアストンマーティンのオーダーメイド部門である「Q」によって製造され、英国のハンプトン・コート宮殿で開催される、2020年のコンクールデレガンスで発表された。シャーシはOne-77をベースに、カーボンファイバーモノコックを採用。デザインには1970年代のV8ヴァンテージやDBS V8の要素を取り入れつつ、ヴァルキリーのテールライトが組み合わされている。ボディカラーは専用色の「Pentland Green」。
エンジンはコスワース社によってチューニングされた7.3 L 自然吸気V型12気筒を搭載し、最高出力848 PS / 9,000 rpm、最大トルク82.9 kg-mを発揮する。トランスミッションはグラツィアーノ製の6速MT。サスペンションやブレーキはヴァルカン由来のものを搭載しており、ブレーキパッドはヴィクター専用のものを搭載する。
インテリアにはフォレストグリーンとコンカーレザー、カシミアが組み合わされており、アルミニウムやカーボン、チタンも使用されている。ステアリングホイールはヴァルカンにインスパイアされたデザインのものを装備する。レザー仕立てのバケットシート、4点式ハーネスなどの装備も備える。
オーナーはベルギーの人物だが、詳細は公開されていない。